# 豬拉丁
豬拉丁（或譯儿童暗语）是一種英語語言遊戲，形式是在英語上加上一點規則使發音改變。據說是由在德國的英國戰俘發明來瞞混德軍守衛的。於1950年代和1960年代在英國利物浦達到顛峰，各種年紀和職業的人都有使用。多半被兒童用來瞞着大人秘密溝通，有時則只是說着好玩。雖然是起源於英語的遊戲，但是規則適用很多其他語言。

## 語法規則
規則如下：
- 以子音開頭的字，將子音移到字尾，再加上"ay"：

- beast → east-bay
- dough  → ough-day
- happy   → appy-hay
- question  → estion-quay
- star → ar-stay
- three → ee-thray
- zebra → ebra-zay

- 母音開頭的字就只在字尾加上"ay"。這個規則可以進一步變化，加在字尾的還可以是"way"，"yay"，"hay"。如此一來："a"可以是"a-way"，"a-yay"，"a-hay" 或  "a-ay"。同樣的，honest 變成"honest-way"，因為此字雖然書寫時以h開始，但是發音時仍是以母音開始。

例句：
Is-thay is-way an-way example-way of-way Ig-pay Atin-lay. As-way ou-yay an-cay ee-say, its-way illy-say, ut-bay ots-lay of-way un-fay or-fay ildren-chay.

（中譯：這是的其中一個使用範例。從此可見，這是很奇怪的語言，但是這可以為兒童帶來無盡樂趣。）

（英譯：This is an example of Pig Latin. As you can see, it's silly, but lots of fun for children.）

## 其他

### 變形體
而現在也有許多的變形體，只是使用人數少，例如：Glenglishga，即是直接按照自己訂的語言規則所創造的。此種語言的規則是，假如第一個字母是母音，則在第一個字母前加上Gl，最後面加上ga，但若是子音，則在第一個字母後加上e，並且在最後一個字母後面加上ee或aa或oo，例如：Baby即成Beabyoo或者Beabyaa或Beabyee，這種「加密法」通常是用於偷罵老闆或老師用。

### 類似
- 香蕉白話
- 徽宗语

## 外部連結
- 英語翻兒童黑話翻譯程式 （页面存档备份，存于）
- 兒童黑話翻英語翻譯程式（页面存档备份，存于）
- Google兒童黑話版 （页面存档备份，存于）
- 將網路瀏覽內容由英語翻兒童黑話的翻譯程式 （页面存档备份，存于）

1. ↑  Diana，Teenage Life in America Series-Pig Latin 美国少年生活——猪拉丁(儿童暗语)，《新东方英语(中学版)》2006年05期pp. 62-63